# アーロン・キャラー
アーロン・キャラー（英：Aaron Keller、1975年3月1日 - ）は、カナダ出身で日本の元アイスホッケー選手。ポジションはディフェンス。

## 人物
B型。182cm、85kg。
ライトハンド。
シカゴ・ウルブズ(IHL)、雪印、札幌ポラリスで活躍後、2002年に王子イーグルスに加入し、堅実な守りと攻撃力を兼ね備えたDFとして、帰化後は日本代表としても長年活躍した。